# Deutsches Jagd- und Fischereimuseum
Das Deutsche Jagd- und Fischereimuseum ist ein Museum zur Jagd- und Fischereigeschichte in München. Es gilt unter den weltweit vorhandenen Jagdmuseen als bedeutend. Trägerin des Museums ist die Stiftung Deutsches Jagd- und Fischereimuseum, eine rechtsfähige öffentliche Stiftung bürgerlichen Rechts mit Sitz in München.

## Lage
Das Museum befindet sich heute in der ehemaligen Augustinerkirche in der Neuhauser Straße 2 (Fußgängerzone).

## Geschichte
Um 1900, als die gesellschaftliche Begeisterung zur Jagd einen Höhepunkt erreichte, wurde der Ruf nach einem Jagdmuseum laut. Erst als 1934 die Abwanderung der Geweihsammlung des Grafen Arco in die Niederlande drohte, erwarb das damalige Bayerische Ministerium für Ernährung, Landwirtschaften und Forsten in letzter Minute die Sammlung Arco-Zinneberg, die einen Überblick über die Trophäen des 19. Jahrhunderts mit Schwerpunkt Alpenraum gab.
Um die Errichtung eines Deutschen Jagdmuseums zu forcieren, gründete der NS-Multifunktionär Christian Weber am 22. Oktober 1934 den Verein „Deutsches Jagdmuseum e. V. – Forschungs- und Lehrstätte für Jagdkunde“. Im Deutschen Jagdmuseum sollte das gesamte Jagdwesen dargestellt werden und seinem Initiator, Christian Weber, Prestige verleihen. Gleichzeitig wurde die Sammlung erfolgreich erweitert. Als „jagdliche Forschungs- und Lehrstätte“ war geplant, neben Trophäen eine große Anzahl an Ausstellungsstücken aus dem Münchner Stadtmuseum, dem Bayerischen Armeemuseum und Privatsammlungen aufnehmen.
Nach längerem Hin und Her fiel die Entscheidung für den Standort Schloss Nymphenburg. Ende 1937 begannen im dortigen Nordflügel Umbaumaßnahmen. Reichsjägermeister Hermann Göring wurde zum Schirmherrn ernannt. Am 16. Oktober 1938 konnte das Deutsche Jagdmuseum nach feierlicher Eröffnung seine Räume im Schloss Nymphenburg beziehen. Für die Präsentation der Exponate standen im ersten Bauabschnitt 21 Säle zur Verfügung, die thematisch teils nach unterschiedlichen Zeitepochen, teils nach Ländern und Erdteilen geordnet waren.
Während des Zweiten Weltkrieges waren die meisten Bestände im Schlossgut Ast bei Landshut ausgelagert. Die in München verbliebenen Bestände wurden zum Totalverlust durch Plünderungen.
Nach Kriegsende wurde sehr um eine Reorganisation des Reichsjagdmuseums gestritten. 1958, zur 800-Jahr-Feier der Landeshauptstadt München, fiel die Entscheidung für die Augustinerkirche als neuen Standort. Das Deutsche Jagdmuseum wurde am Hubertustag, dem 3. November 1966 feierlich wiedereröffnet. 1982 wurde die Sammlung um Süßwasserfische und Fischereigerätschaften erweitert, der Name daher in Deutsches Jagd- und Fischereimuseum geändert. Von den 1990er Jahren bis 2013 wurde eine Zweigstelle im Schloss Tambach in Weitramsdorf betrieben.

## Leitung
- 1966–1975: Karl Sälzle
- 1976–1989: Horst Popp
- Von 1990 bis 2005 war der Jagdhistoriker Bernd E. Ergert Direktor des Museums, auf dessen Tatkraft die wesentlichen Erweiterungen und ein großer Teil der umfangreichen Sammlungen des Museums zurückzuführen sind. Bereits als Mitarbeiter konzipierte er das Fischereimuseum, als Direktor leitete er u. a. den Aufbau des Zweigmuseums Tambach.
- 2006: Astrid Pellengahr
- 2007 – November 2018:  Manuel Pretzl
- November 2018 – April 2020: Jennifer Schmaus (kommissarisch)
- Seit April 2020: Manuel Pretzl

## Sammlung
Die Sammlung zeigt präparierte Wildtiere, darunter einen irischen Riesenhirsch und einen Höhlenbären sowie Präparate von heimischen Süßwasserfischen. Weiter wird die Geschichte der Jagd und Fischerei dargestellt. Zahlreiche Jagdwaffen, Angelgeräte, prächtige Jagdschlitten und weiteres Zubehör aus verschiedenen Epochen sind zu sehen. Kuriosum ist eine Wolpertinger-Sammlung. Das Museum zeigt Sonderausstellungen zu wechselnden Themen, mit den Schwerpunkten Jagd- und Fischerei, sowie zum nachhaltige Umgang mit der Natur. Seit 2012 wurden die wildbiologischen Abteilungen des Museums überarbeitet und modernisiert. Im Erdgeschoss zeigt es Dioramen zur heimischen Tierwelt, während im Zwischengeschoss die Ausstellung „Wasserwelten – Fischgeschichten“ sowohl Fischbiologie, als auch Wasserökologie thematisiert.
Highlights:
- Jagdwaffen (v. a. 15. Jahrhundert bis 20. Jahrhundert)
- Wildtierdioramen und Unterwasserrundgang
- Geweihsammlung
- Angelhakensammlung
- Seltene Wolpertinger